# Шоссе 50 (Израиль)
Шоссе 50 (ивр. כביש 50‎ , англ. Highway 50) — израильское шоссе, ведущее с севера на юг в западной части Иерусалима. Длина шоссе 12.2 км, оно ведет от перекрёстка Голомб на юге до пересечения с Шоссе 45.

## История
Шоссе 50 было открыто в 1998 году, а в 2002 году было существенно расширено. В будущем ожидается дальнейшее расширение шоссе, которое должно довести до окрестностей района Гило. В южной части шоссе называется также именем одного из премьер-министров Израиля Менахема Бегина.
Строительство шоссе вызвало ухудшение условий жилья рядом с ним, и муниципалитет Иерусалима уже выплатил компенсации на сумму около 35 миллионов шекелей.

## Перекрёсткииразвязки
| Километр | Название                                       | Тип | Расположение   | Пересечение дорог           |
| -------- | ---------------------------------------------- | --- | -------------- | --------------------------- |
| 0        | ивр. צומת גולומב‎ (Перекрёсток Голомб)          |     | Малха          | улица Элияху Голомб         |
| 1        | ивр. מחלף גבעת מרדכי‎ (Развязка Гиват-Мордехай) |     | Гиват-Мордехай | Въезд в Гиват-Мордехай      |
| 3.2      | ивр. מחלף קריית משה‎ (Развязка Кирьят-Моше)     |     | Кирьят-Моше    | Въезд в Кирьят-Моше         |
| 3.4      | ивр. מנהרה‎ (Туннель)                           |     | Ромема         | 570 метров                  |
| 4        | ивр. מחלף גבעת שאול‎ (Развязка Гиват-Шауль)     |     | Гиват-Шауль    | Въезд в Гиват-Шауль         |
| 5.7      | ивр. מחלף גולדה מאיר‎ (Развязка Голда Меир)     |     | Хар-Хоцвим     | Шоссе 436                   |
| 6.5      | ивр. מחלף יגאל ידין‎ (Развязка Игаль Ядин)      |     | Рамот-Алон     | Шоссе 1                     |
| 12       | ивр. מחסום מחנה עופר‎ (КПП Махане-Офер)         |     | Атарот         | Контрольно-пропускной пункт |
| 12.2     | ивр. צומת מחנה עופר‎ (Перекрёсток Махане-Офер)  |     | Атарот         | Шоссе 45                    |

## Галерея

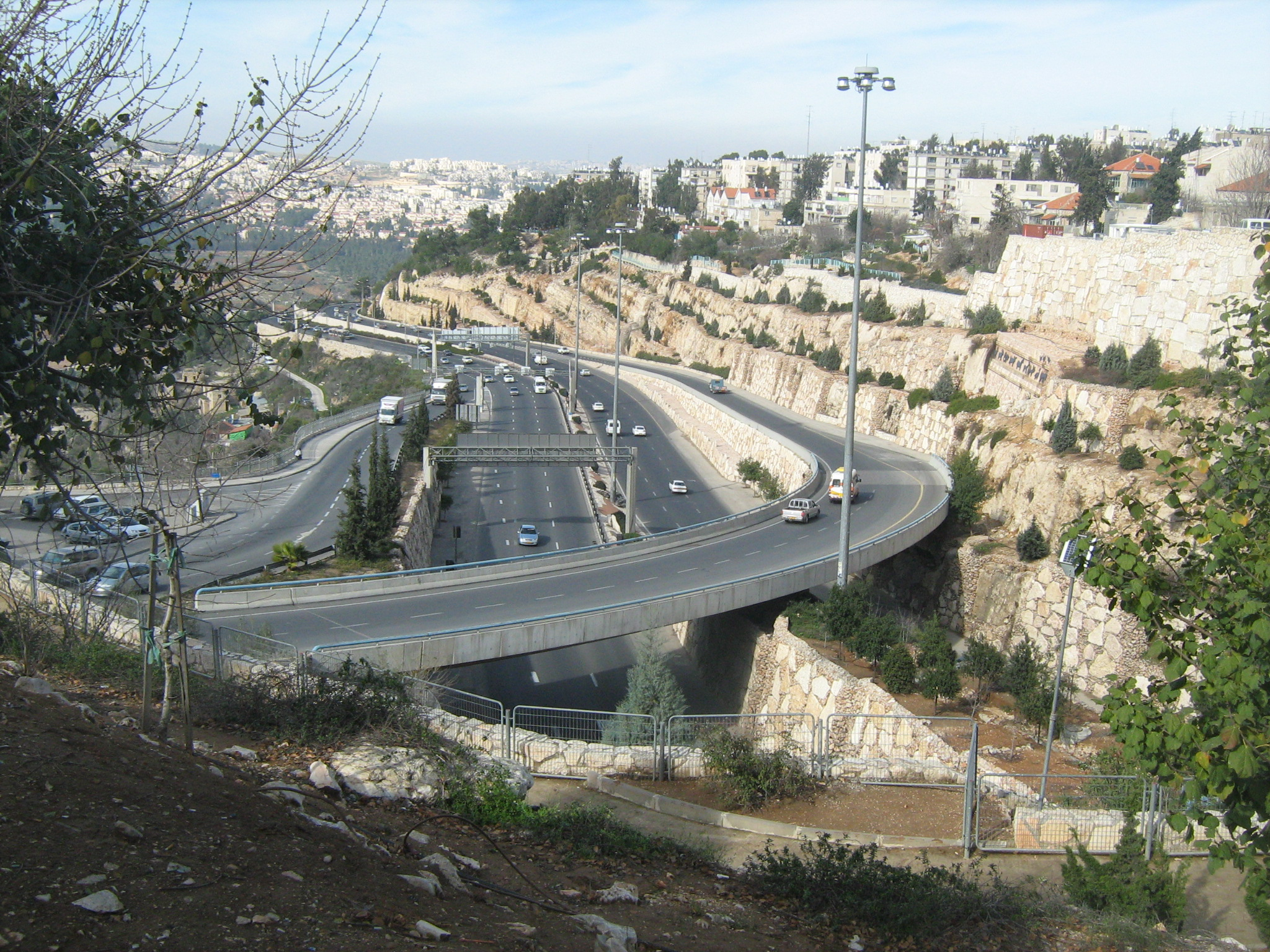
Въезд в Иерусалим в северном направлении
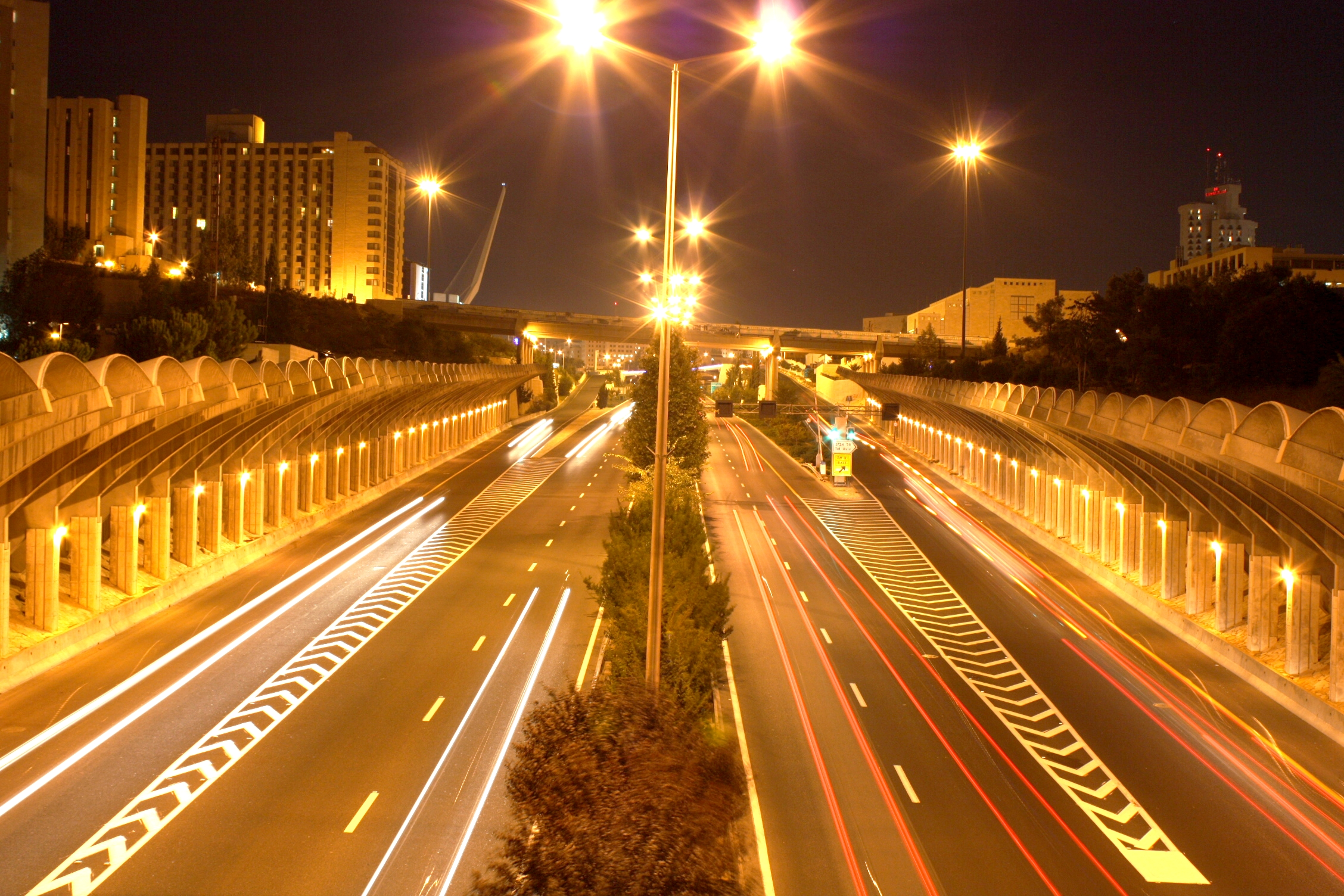
Ночной вид на шоссе